# Ernest Camescasse
Jean-Louis-Ernest Camescasse, né le 23 septembre 1838 à Brest et mort le 8 juin 1897 à Paris, est un haut fonctionnaire et homme politique français.

## Biographie
Fils d'un ancien magistrat du Second Empire, qui avait fait partie des commissions mixtes en 1851 et terminera sa carrière en tant que conseiller à la Cour de cassation, Ernest Camescasse étudia le droit, se fit recevoir avocat à la cour d’appel de Paris en 1858, et entra, après le 4 septembre, dans l'administration. Camescasse fut nommé préfet du Finistère (1870), de Loir-et-Cher (1871), du Cher (1872), qu’il quitta à la chute de Thiers (24 mai 1873). 
Candidat malheureux aux élections de février 1876, à Brest, il passa à la préfecture de la Haute-Savoie, fut révoqué le 16 mai 1877, et nommé préfet du Pas-de-Calais en décembre suivant. Appelé, en janvier 1880, en tant que directeur de l'administration départementale et communale au ministère de l’Intérieur et conseiller d’État en service extraordinaire, il devint préfet de police de la Seine, le 17 juillet 1881, en remplacement de Louis Andrieux, et, fut à nouveau nommé conseiller d’État en service extraordinaire le 20 juillet 1881.
Aux élections législatives suivantes, Camescasse se représenta comme républicain opportuniste, dans la 1re circonscription de Brest, et fut élu au scrutin de ballottage du 4 septembre. 
Comme préfet de police, Camescasse n’eut pas avec le Conseil municipal de Paris des démêlés moins fréquents que son prédécesseur. L’enterrement de Blanqui, les incidents et manifestations du boulevard Saint-Michel, de l’esplanade des Invalides, de l'Hôtel de Ville, de la place de l’Opéra, de la salle Graffard, etc., lui fournirent autant d’occasions d’encourir, pour les instructions données par lui à ses agents, les votes de blâme de la majorité du conseil, qui, pendant plusieurs sessions consécutives, refusa systématiquement au préfet de police d’examiner son budget. La presse intransigeante et socialiste lui prodigua ses attaques, et la rédaction de l'Intransigeant lui fit un jour l’ironique cadeau d'un « casse-tête d’honneur » ; cet objet fut remis au député du Finistère pendant une séance de la Chambre. Camescasse se signala, d’autre part, par la fermeture, en octobre 1884, de plus de trente cercles, tripots et maisons de jeux. Il donna sa démission de préfet de police, le 23 avril 1885, après la chute du cabinet Jules Ferry, et sur la demande de François Allain-Targé, ministre de l’Intérieur du nouveau cabinet Brisson.
En 1887, le département du Pas-de-Calais l’élut député face à Labitte, conservateur ; puis, au renouvellement triennal du 4 janvier 1891, sénateur du Pas-de-Calais.
Camescasse écrivait dans la République française, présidait la Compagnie des omnibus de Paris, faisait partie de nombreuses administrations et sociétés, était membre du Conseil supérieur des Haras et du Conseil supérieur des prisons.
Il est le beau-frère de Henry du Buit, bâtonnier de l’ordre des avocats de Paris, et le beau-père de Pierre Delbet et de Charles Eudes Bonin.

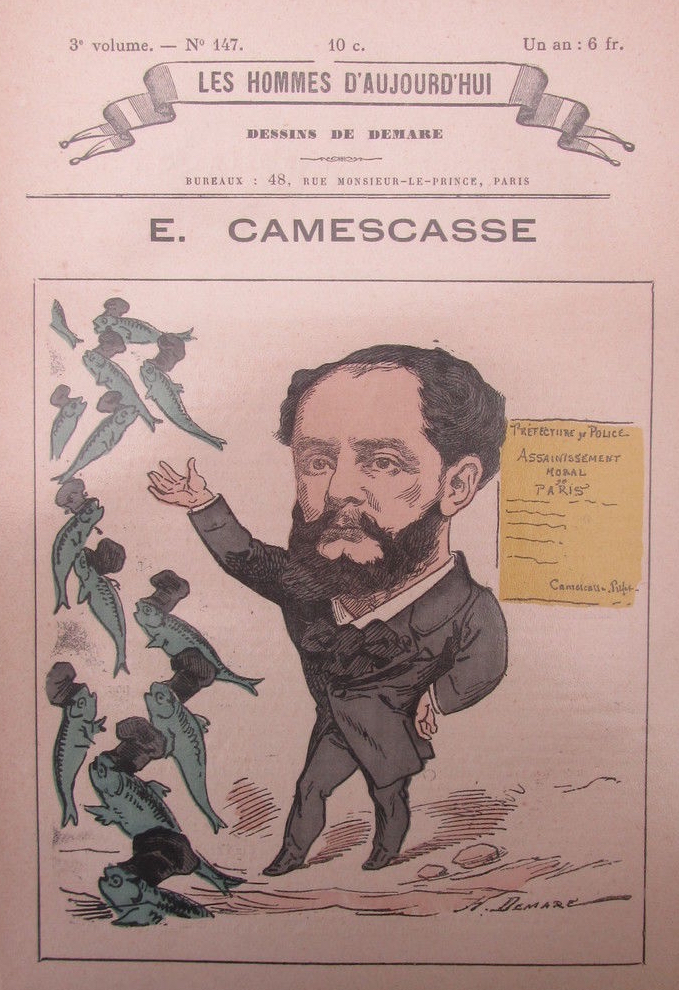
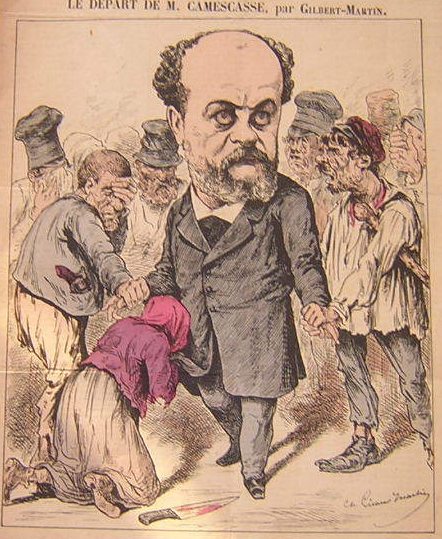
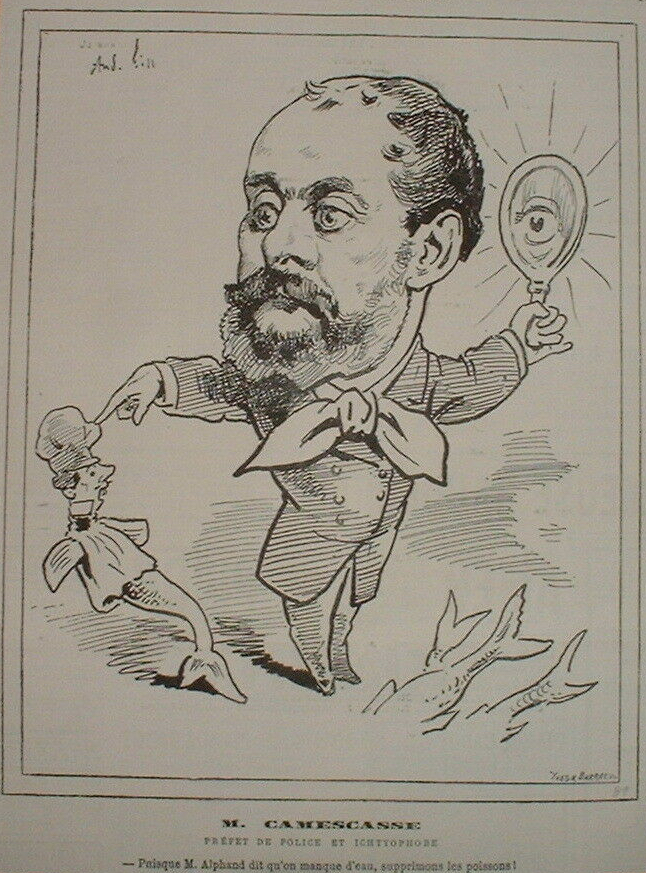